# Silent Hunter (серия игр)
Silent Hunter — серия компьютерных игр в жанре симулятора подводной лодки, разработанных различными компаниями и издаваемая компанией Ubisoft.

## История разработки
Первая игра серии, носящая такое же название (Silent Hunter) была выпущена в 1996 году; за разработку отвечала компания Aeon Electronic Entertainment, а издателем выступила Strategic Simulations, Inc. Жанр игры — симулятор подводной лодки, в качестве исторической эпохи разработчиками было избрано время Второй мировой войны; игрок берет под своё управление американскую подводную лодку, представлены различные подводные лодки и различные задания, которые являются частью кампании.
Разработка второй части — Silent Hunter II (2001) — перешла к компании Ultimation, Inc, также со второй части права на серию игр переходят к Ubisoft Entertainment; все дальнейшие игры уже издаются непосредственно Ubisoft. Игра продолжает тон, заданный во второй части, как и во всех играх серии, действие происходит во время Второй мировой. Диск с игрой комплектуется инструкцией на двести четыре страницы, в которой детально описаны нюансы управления.
В 2005 году вышла Silent Hunter III, третья часть симулятора. Начиная с этой части за разработку ответственно румынское подразделение Ubisoft, называющееся Ubisoft Romania.
Спустя два года, в 2007 году, состоялся выход Silent Hunter IV, а ещё через год (2008) было выпущено дополнение для игры — U-Boat Missions.
В 2010 году состоялся выход пятой части симулятора — Silent Hunter V: Battle of the Atlantic.
В 2013 году была представлена отдельная, рассчитанная только на многопользовательскую игру часть — Silent Hunter Online. Над ней работали компании Ubisoft Blue Byte и Sproing Interactive Media. Закрыта в 2016 году.

## Игры серии
- 1996 — Silent Hunter
  - 1997 — Silent Hunter Commander's Edition — сборник, включающий первую часть игры и три дополнения — Patrol Disk 1-3
- 2001 — Silent Hunter II
- 2005 — Silent Hunter III
  - 2007 — Silent Hunter III: Gold Edition — сборник, включающий третью часть игры и два дополнения — Seawolves: Submarines on Hunt и U-Boat: Battle in the Mediterranean
- 2007 — Silent Hunter IV
  - 2008 — Silent Hunter IV: Wolves of the Pacific — U-Boat Missions — дополнение
  - 2008 — Silent Hunter: Wolves of the Pacific (Gold Edition) — сборник, включающий четвёртую часть игры и дополнение U-Boat Missions
- 2010 — Silent Hunter V: Battle of the Atlantic
- 2010 — Silent Hunter Mobile
- 2013 — 2016 — Silent Hunter Online